# Edmund von Neusser
Edmund von Neusser (Swoszowice, 1º dicembre 1852 – Bad Fischau-Brunn, 30 luglio 1912) è stato un medico austriaco.

## Biografia
Studiò medicina a Cracovia e Vienna, conseguendo la sua laurea in medicina nel 1877. All'università di Vienna fu allievo dell'epidemiologo Anton Drasche. A partire dal 1880, trascorse diversi anni come assistente di Heinrich von Bamberger a Vienna, dopo essere stato nominato primario medico al Rudolfspital (1889). Nel 1893 divenne professore ordinario e direttore della seconda clinica medica a Vienna.
Si è specializzato nei disturbi del sangue, del sistema circolatorio, del fegato e delle ghiandole surrenali ed è considerato un eccellente diagnostico. Nel 1892 la Neusserplatz di Rudolfsheim-Fünfhaus (XV distretto di Vienna) fu nominata in suo onore e nel 1905.

## Opere principali
- Pellagra in Österreich und Rumänien, 1887.
- Die Erkrankungen der Nebennieren, in: Spezielle Pathogie und Therapie, (Hg.) H. Nothnagel, 189.
- Die Gallensteine, in: Deutsche Klnik, Bd. 5, 105.
- Ausgewählte Kapitel der Klinischen Symptomatologie und Diagnostik, (quattro volumi);.